# كيج هيشت
كيج هيشت (بالإنجليزية: Gage Hecht)‏ هو دراج أمريكي، ولد في 18 فبراير 1998.

## وصلات خارجية
- كيج هيشت على موقع الاتحاد الدولي للدراجات (الإنجليزية)
- كيج هيشت على موقع أرشيف الدراجات (الإنجليزية)
- كيج هيشت على موقع إحصائيات الدراجات الإحترافية (الإنجليزية)
- كيج هيشت على موقع نسبة الدراجات (الإنجليزية)